# Dolmen de Saillant
Le dolmen de Saillant, appelé aussi Palet de Roland (de Samson) ou Grotte aux Fées, est situé sur la commune de Saint-Nectaire dans le département du Puy-de-Dôme.

## Protection
L'édifice a fait l’objet d’un classement au titre des monuments historiques en 1862.

## Description
Le dolmen de Saillant a été décrit pour la première fois par le Dr François Pommerol à la fin du XIXe siècle. C'est un dolmen simple, dit de type B, composé de cinq orthostates, encore en partie enfoui dans son tumulus dans sa partie nord. Il mesure 3,50 m de longueur pour 3,07 m de largeur et 1,20 m de hauteur, l'ensemble étant recouvert d'une unique table de couverture, légèrement excavée et en forme d'octogone irrégulier.
| Dalle                                                           | Longueur | Largeur | Épaisseur |
| --------------------------------------------------------------- | -------- | ------- | --------- |
| Table                                                           | 3,10 m   | 2,68 m  | 2,90 m    |
| Orthostate no 1                                                 | 0,60 m   | 0,50 m  | 0,30 m    |
| Orthostate no 2                                                 | 0,63 m   | 0,41 m  | 0,20 m    |
| Orthostate no 3                                                 | 0,80 m   | 0,60 m  | 0,15 m    |
| Orthostate no 4                                                 | 0,60 m   | 0,53 m  | 0,20 m    |
| Orthostate no 5                                                 | 1,05 m   | 0,70 m  | 0,30 m    |
| Données : Inventaire des mégalithes de la France, 8-Puy-de-Dôme |          |         |           |

Une petite dalle à demi-enterrée à peu de distance de l'orthostate no 1 correspond peut-être à un sixième support d'origine. Toutes les dalles sont en basalte.  La chambre mesure 2,20 m de long sur 2 m de large et 0,60 m de hauteur. Elle ouvre à l'ouest. Selon F. Pommerol, le sol de la chambre était pavé de dalles irrégulières de 0,20 m à 0,40 m de largeur et d'une épaisseur moyenne de 5 cm. 
Le tumulus mesure environ 7 m de diamètre pour 1,80 m à 2 m de hauteur. Il est constitué de pierres et de terre. Un bouquet d'arbres s'y est établi.

## Fouilles archéologiques
Le dolmen a été fouillé par F. Pommerol en 1876. Il y a découvert des ossements humains et de nombreux tessons de poteries. Les ossements (fragment de fémur d'adulte, molaire de première dentition et crâne d'enfant) correspondent à deux squelettes (un enfant et un adulte). Les tessons de poterie correspondent à trois ou quatre vases distincts à grandes anses, fond plat et pâte bien cuite, datés de l'âge du Bronze. Le matériel lithique se limitait à un éclat de silex mais plusieurs haches polies ont été découvertes aux environs.
L'édifice peut être daté du Chalcolithique avec réutilisation ultérieure à l'âge du Bronze.